# Batalla de les Mathes

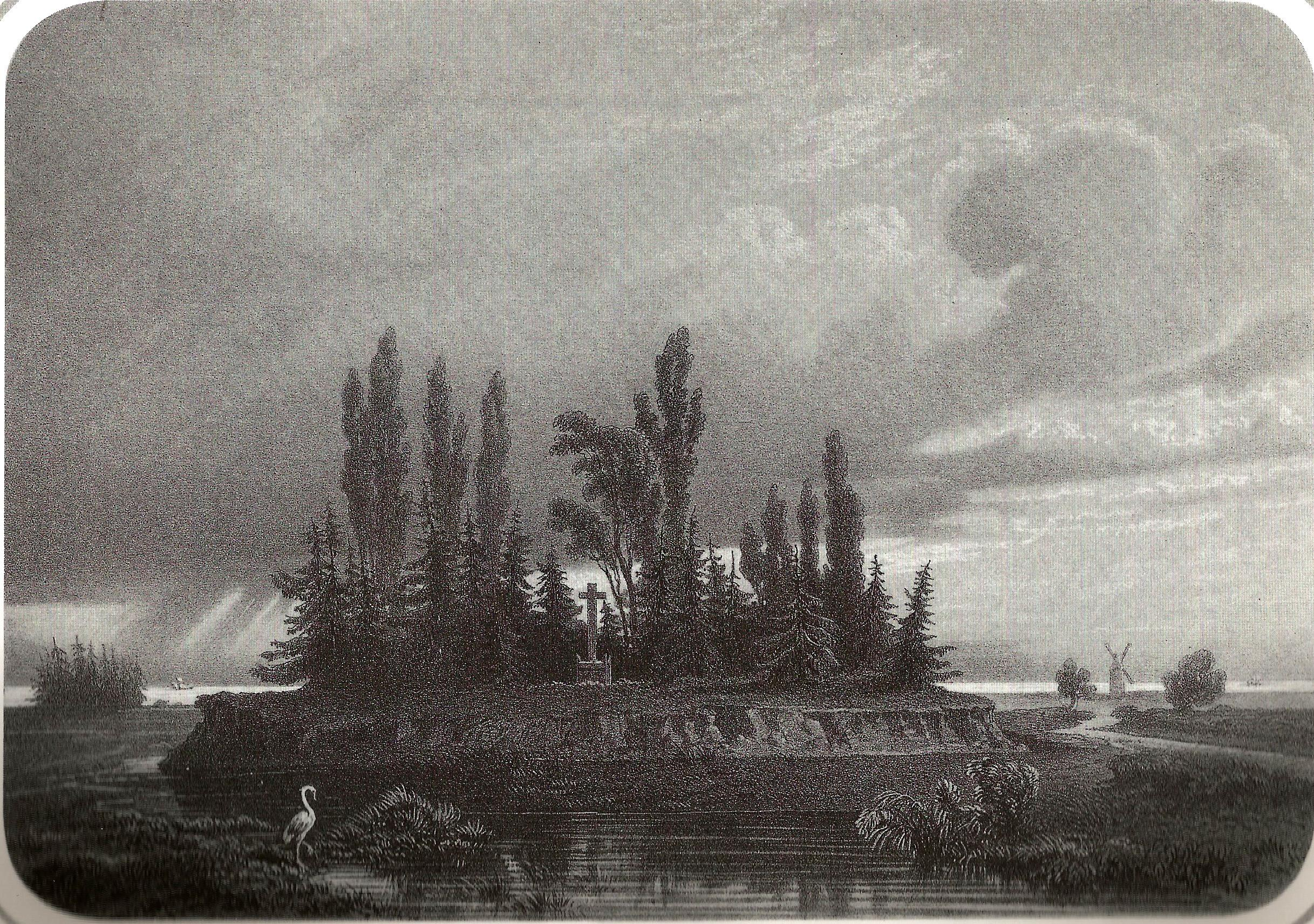
Champ des Mathes, gravat de Thomas Drake.

La batalla de les Mathes, va tenir lloc el 5 de juny de 1815 durant la guerra de Vendée de 1815.

## La batalla
El 4 de juny de 1815, Louis de La Rochejaquelein va saber que les tropes imperials comandades pel general Étienne Estève seguit de Jean-Pierre Travot marxaven cap a ell. La Rochejaquelein va decidir, doncs, retirar-se als pantans, aterrar en benefici dels Vendéans i va arribar a la granja Mathes, situada a la comuna de Saint-Hilaire-de-Riez.
El 5 de juny, les tropes del general Estève van entrar en contacte amb les forces de la Vendée. No obstant això, Estève, empès tres vegades enrere i constatant el desavantatge del terreny, va ordenar als seus homes que es retraguessin. Els vendans es van llançar a la seva persecució, però un cop van arribar fora dels aiguamolls, els imperials van prendre l'avantatge, van repel·lir tres atacs vendeans i després van llançar una contra càrrega que va fer fugir els vendans malgrat els intents de Louis de La Rochejaquelein de reunir els seus homes. Però en aquell moment, els habitants del pantà van arribar com a reforç. Louis de La Rochejaquelein va pujar a un túmul per avaluar la situació, però així a la intempèrie, va ser descobert pels soldats imperials. Van obrir foc contra el general en cap, que es va ensorrar. Els Vendéens van retrocedir en bon ordre, nou d'ells van morir i diversos altres ferits, entre ells Auguste de La Rochejaquelein, colpejat per una bala als isquiotibials. Els Vendéans no es van adonar al principi de l'absència del seu general. Només es van assabentar de la seva mort el 15 de juny, que va suposar un greu cop per a la seva moral.

## Pèrdues

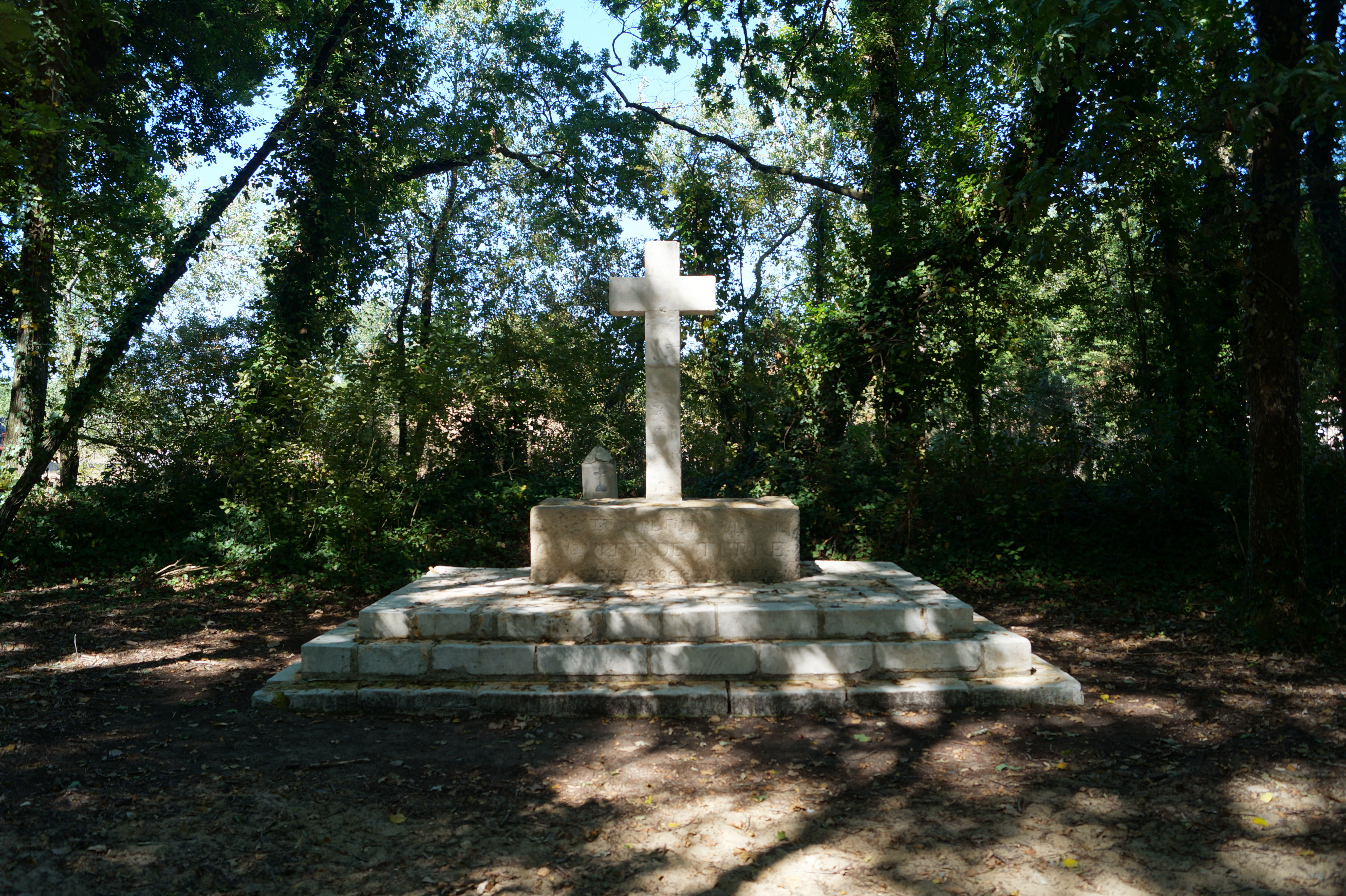
Estela des Mathes (vista 1, Éduarel, 22 d'agost 2016)

Els Vendéans van declarar haver perdut 9 homes. Segons Simon Canuel, les pèrdues imperials van ser de 480 homes morts o ferits, cosa que Gabory considera improbable.
En una carta al mariscal Davout, el general Lamarque va escriure que les pèrdues de les tropes imperials van ascendir a 15 morts i 58 ferits. Els imperials estimaven les pèrdues de Vendée en uns 200 morts i 300 ferits.
Elaborat després del final de la guerra amb l'objectiu de pagar ajuts a les famílies de les víctimes, la declaració de pèrdues del 4t cos -que comandava Auguste de La Rochejaquelein- mostra 21 soldats vendéens morts durant la batalla de Mathes.